# Soyell Trejos
Soyell Isiah Trejos Tesis (Panamá, Panamá; 19 de abril de 2000) es un futbolista panameño que juega de defensa.

## Trayectoria
Se inició como jugador en el club Árabe Unido de su país natal. El 24 de julio de 2019 es prestado por el lapsus de un año al Independiente Juniors, filial de Independiente del Valle que milita en la Serie B de Ecuador.

## Selección nacional
Ha sido internacional con la Selección de fútbol sub-20 de Panamá, con la cual participó en el Mundial sub-20 que se jugó en Polonia. También ha formado parte de la Selección sub-17.

### Participaciones en torneos internacionales
| Campeonato                               | Sede           | Resultado                    | Partidos | Goles |
| ---------------------------------------- | -------------- | ---------------------------- | -------- | ----- |
| Campeonato Sub-17 de la Concacaf de 2017 | Panamá         | Etapa Final de Clasificación | 0        | 0     |
| Campeonato Sub-20 de la Concacaf de 2018 | Estados Unidos | Fase de clasificación        | 6        | 0     |
| Copa Mundial de Fútbol Sub-20 de 2019    | Polonia        | Octavos de final             | 4        | 0     |

## Clubes
| Club                           | País    | Año         |
| ------------------------------ | ------- | ----------- |
| Árabe Unido                    | Panamá  | 2017 - 2019 |
| Independiente Juniors (cedido) | Ecuador | 2019 - 2020 |
| Árabe Unido                    | Panamá  | 2020 - 2022 |